# ويليام إف. وايتنغ
ويليام إف. وايتنغ هو سياسي أمريكي، ولد في 20 يوليو 1864 في هوليوك في الولايات المتحدة، وتوفي بنفس المكان في 31 أغسطس 1936. نشط حزبياً في الحزب الجمهوري. وقد انتخب وزير التجارة الأمريكي.